# Olof Asklund

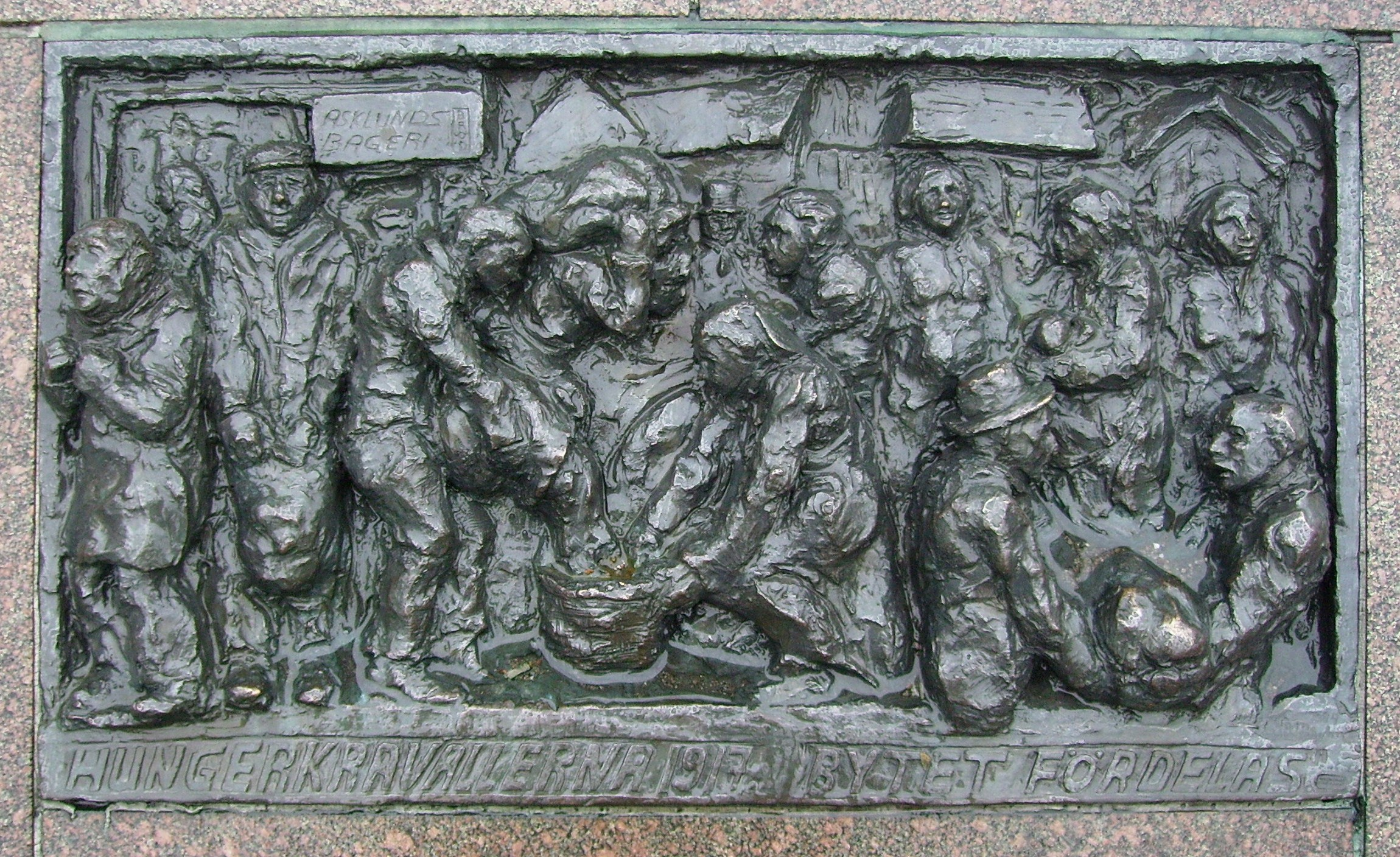
Hungerkravallerna 1917. Bytet fördelas. Olof Asklunds Ångbageri är avbildat på konstverket Genom arbete i arbete.

Olof Asklund, född 24 januari 1848 i Solberga socken, Bohuslän, död 18 oktober 1928 i Göteborg, var en svensk direktör och grundläggare och chef för firman Olof Asklunds Ångbageri.
Han var son till korpral Petter Ask och Magdalena Andersson. Sedan 1876 var han gift med Mathilda Alfvida Hansson, dotter till verkmästare Martin Hansson och Augusta Mathilda Ljungberg. Soldatsonen Asklund från Solberga socken i Bohuslän, kom som 17-åring i bagerilära i Göteborg. Efter att ha genomgått en grundlig lärlingsutbildning hos bagaremästaren A. Mellgren i Majorna, fick han anställning hos J. V. Pettersons Wienerångbageri som verkmästare. Vid 26 års ålder övertog han, den 1 april 1874, det gamla Schutzska bageriet vid Landsvägsgatan. 
Rörelsen startades blygsamt, med endast en gesäll, en lärling och en månadskarl. Efter fem år kunde han att utvidga verksamheten, då han efter ritningar av stadsarkitekten Victor von Gegerfelt, uppförde ett nytt bageri vid Albogatan i den då nya stadsdelen Annedal. En ytterligare utvidgning krävdes, och Asklund köpte av Kronan tomterna 3, 4 och 5, med adressen 13 och 15 vid Övre Husargatan med 2 154 kvadratmeter, och år 1900 påbörjades arbetet med en ny byggnad. I december 1901 togs den nya fabriken i bruk, och 1919 moderniserades hela anläggningen. Rörelsen sysselsatte 1924 omkring 200 personer och distributionen skedde till ett 30-tal egna butiker i olika delar av Göteborg. 
Ångbageriet blev aktiebolag 1909, då aktiekapitalet sattes till 200 000 kronor. Först 1918 höjdes det till 400 000 kronor i samband med den stora utvidgningen. År 1948 beskriver man sin tillverkning som: "Mjukt bröd, kaffebröd, skorpor, småbröd, konditorivaror samt knäckebröd".
År 1958 köptes Olof Asklunds bageri, och gjordes till dotterbolag till Majornas Ångbageri AB som nu fick namnet Pååls Bröd AB.
Han är begravd på Östra kyrkogården.